# سارة غوردي
سارة غوردي (بالإنجليزية: Sarah Gordy)‏ هي ممثلة بريطانية، ولدت في سبتمبر 1976.

## وصلات خارجية
- الموقع الرسمي
- سارة غوردي على موقع IMDb (الإنجليزية)
- سارة غوردي على موقع قاعدة بيانات الفيلم (الإنجليزية)